# Barão de Koenigswarter
Barão de Koenigswarter é um título nobiliárquico criado por D. Luís I de Portugal, por Decreto de 27 de Novembro e Carta de 7 de Dezembro de 1867, em favor de Maximilian Julius Koenigswarter.
Titulares
1. Maximilian Julius Koenigswarter, 1.° Barão de Koenigswarter.